# هيلموت ليهيرباور
هيلموت ليرب (بالألمانية: Helmut Leherb)‏ (1933 - 1997)، هو فنان تشكيلي نمساوي توفي يوم 27 يونيو 1997 عن عمر 64 عاماً نتيجة إجهاد بعد عمل متواصل في عدة لوحات.
ويُعد ليهيرباور واحداً من أبرز فناني الواقعية في بلاده، وقد أقام معارض لإبداعاته في مختلف بلدان العالم.

## روابط خارجية
- هيلموت ليهيرباور على موقع ميوزك برينز (الإنجليزية)
- هيلموت ليهيرباور على موقع ديسكوغز (الإنجليزية)